# Agent Provocateur (альбом)
Agent Provocateur — пятый студийный альбом хард-рок-группы Foreigner, выпущенный в 1984 году. Все песни альбома посвящены шпиону, который видит жизнь как снаружи, так и изнутри.
Agent Provocateur продавался хуже предыдущих, но он содержит хит группы «I Want to Know What Love Is» — душевную балладу, записанную с участием хора New Jersey Mass Choir, и единственный хит Foreigner номер один. Он стал хитом номер 1 в США и Великобритании и оставался на 1-м месте две недели, а Американская ассоциация звукозаписывающих компаний и британская ассоциация производителей фонограмм присвоили синглу платиновый статус.
Успех «I Want to Know What Love Is» повторили песни «That Was Yesterday» и «Reaction to Action». Самые тяжёлые композиции по звучанию в альбоме — «Tooth and Nail» и «She’s Too Tough».

## Список композиций
1. «Tooth and Nail» (Грэмм, Джонс) — 3:54
2. «That Was Yesterday» (Грэмм, Джонс) — 3:46
3. «I Want to Know What Love Is» (Джонс) — 4:58
4. «Growing up the Hard Way» (Грэмм, Джонс) — 4:18
5. «Reaction to Action» (Грэмм, Джонс) — 3:57
6. «Stranger in My Own House» (Джонс) — 4:54
7. «A Love in Vain» (Грэмм, Джонс) — 4:12
8. «Down on Love» (Грэмм, Джонс) — 4:08
9. «Two Different Worlds» (Грэмм) — 4:28
10. «She’s Too Tough» (Грэмм, Джонс) — 3:07

## Участники записи
Foreigner
- Лу Грэмм — вокал, перкуссия
- Мик Джонс — гитара, бэк-вокал
- Рик Уиллс — бас-гитара, бэк-вокал
- Деннис Эллиотт — ударные, бэк-вокал

Прочие участники
- Уолли Бадару[англ.] — синтезаторы
- Том Бейли[англ.] — бэк-вокал
- Брайан Эддоллз — синтезатор
- Ларри Фаст[англ.] — синтезатор
- Дон Харпер[англ.] — бэк-вокал
- Дженифер Холлидей — бэк-вокал
- Дэйв Леболт — синтезатор
- Иэн Ллойд[англ.] — соведущий и бэк-вокал
- Боб Майо[англ.] — синтезатор, фортепьяно, клавишные, бэк-вокал
- New Jersey Mass Choir of the GMWA — хоровое пение в песне «I Want to Know What Love Is»
- Марк Ривера[англ.] — саксофон, бэк-вокал
- Джек Уолдман[англ.] — синтезатор

## Положение в хит-парадах и уровень продаж
| Чарт (1985)                | Высшая позиция |
| -------------------------- | -------------- |
| Austrian Top 75 Albums     | 10             |
| Canadian Top 100 Albums    | 3              |
| French Top Albums          | 15             |
| German Albums Chart        | 1              |
| Netherlands Top 100 Albums | 12             |
| New Zealand Top 40 Albums  | 4              |
| Norwegian Top 40 Albums    | 1              |
| Swedish Top 60 Albums      | 1              |
| Swiss Top 100 Albums       | 1              |
| UK Albums Chart            | 1              |
| US Billboard 200           | 4              |
| US R&B/Hip-Hop Albums      | 49             |

| Чарт (1985)                    | Позиция |
| ------------------------------ | ------- |
| США (Billboard Top Pop Albums) | 20      |

| Страна         | Статус     |
| -------------- | ---------- |
| Германия       | платиновый |
| Великобритания | платиновый |
| США            | платиновый |